# Стиракс
Сти́ракс (лат. Styrax) — род деревьев или кустарников семейства Стираксовые, состоящий из 130 видов, распространённых в субтропиках и тропиках. Некоторые виды растут в умеренном климатическом поясе.

## Ботаническая характеристика

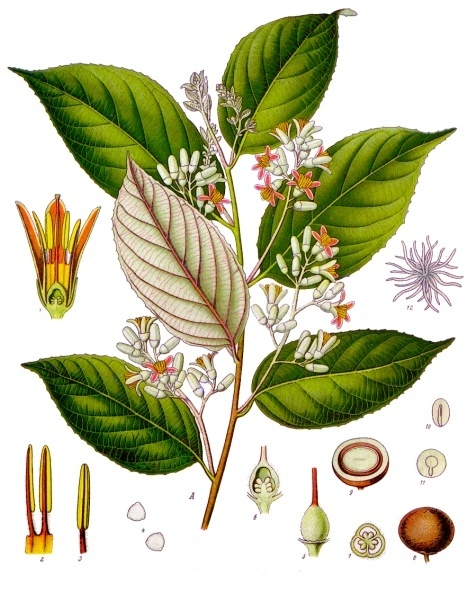
Стиракс бензойный.

Представители рода, вечнозелёные или листопадные деревья, достигающие от 1 до 30 м в высоту.
Листья простые 1—18 см длиной и 2—10 см шириной.
Цветки белые, собранные по 3—30 штук в метёлковидные соцветия, длиной 5-25 см.
Плод — продолговатая сухая костянка.

## Распространение и экология
В естественном виде растёт в следующих регионах: в Юго-Восточной и Восточной Азии, Северной и Южной Америке и восточном Средиземноморье (включая Европу). Завезён в Россию, культивируется на Кавказе.
В восточном Средиземноморье встречается стиракс лекарственный (Styrax officinalis). Этот засухоустойчивый вид растёт, в том числе в окрестностях Антальи и в Израиле.
Стиракс ароматный (Styrax obassis) заходит севернее Пхеньяна, немного не дотягивая до России. Обитает в чернопихтово-широколиственных, дубовых и буковых лесах.
Стиракс американский (Styrax americanus) в США занимает территорию от Флориды до Огайо. Он наиболее зимостойкий среди американских представителей рода.

## Использование
Ещё в древности бензойные смолы, производимые некоторыми видами стиракса, использовались в парфюмерии, в медицине и в ритуальных целях, то есть для воскурения в храмах. Смолы производят виды произрастающие, в основном, на Суматре, на Яве и в Таиланде. Обычно — это Styrax tonkinensis (производит сиамский бензоин), Styrax benzoin (производит суматранский бензоин) и Styrax benzoides.
Армянская бумага

## Виды
По информации базы данных The Plant List, род включает 101 вид:
- Styrax acuminatus Pohl
- Styrax agrestis (Lour.) G.Don
- Styrax americanus Lam.
- Styrax argenteus C.Presl
- Styrax argentifolius H.L.Li
- Styrax aureus Mart.
- Styrax austromexicanus P.W.Fritsch
- Styrax bashanensis S.Z.Qu & K.Y.Wang
- Styrax benzoides W.G.Craib
- Styrax bicolor Ducke
- Styrax calvescens Perkins
- Styrax camporum Pohl
- Styrax carranzae Doweld[8]
- Styrax chinensis Hu & S.Ye Liang
- Styrax chrysocalyx P.W.Fritsch
- Styrax chrysocarpus H.L.Li
- Styrax confusus Hemsl.
- Styrax conterminus Donn.Sm.
- Styrax curvirostratus (B.Svengsuksa) Y.L.Huang & P.W.Fritsch
- Styrax dasyanthus Perkins
- Styrax davillifolius Perkins
- Styrax duidae Steyerm.
- Styrax faberi Perkins
- Styrax ferrugineus Nees & Mart.
- Styrax formosanus Matsum.
- Styrax foveolaria Perkins
- Styrax gentryi P.W.Fritsch
- Styrax glaber Sw.
- Styrax glabratus Schott
- Styrax glabrescens Benth.
- Styrax grandiflorus Griff.
- Styrax grandifolius Aiton
- Styrax griseus P.W.Fritsch
- Styrax guaiquinimae (Maguire & Steyerm.) P.W.Fritsch
- Styrax guanayanus Maguire & K.D.Phelps
- Styrax guyanensis A.DC.
- Styrax hainanensis F.C.How
- Styrax hemsleyanus Diels
- Styrax heterotrichus Perkins
- Styrax huanus Rehder
- Styrax hypargyreus Perkins
- Styrax hypochryseus Perkins
- Styrax incarnatus P.W.Fritsch
- Styrax jaliscana S.Watson
- Styrax japonicus Siebold & Zucc.
- Styrax lanceolatus P.W.Fritsch

- Styrax lancifolius Klotzsch ex Seub.
- Styrax latifolius Pohl
- Styrax leprosus Hook. & Arn.
- Styrax limprichtii Lingelsh. & Borza
- Styrax longipedicellatus Steyerm.
- Styrax macranthus Perkins
- Styrax macrocalyx Perkins
- Styrax macrocarpus Cheng
- Styrax macrophyllus Schott ex Pohl
- Styrax magnus Lundell
- Styrax maninul B.Walln.
- Styrax martii Seub.
- Styrax neblinae (Maguire) P.W.Fritsch
- Styrax nicaraguensis P.W.Fritsch
- Styrax nui B.Walln.
- Styrax nunezii P.W.Fritsch
- Styrax obassis Siebold & Zucc.
- Styrax oblongus (Ruiz & Pav.) A.DC.
- Styrax odoratissimus Champ. ex Benth.
- Styrax officinalis L.
- Styrax pallidus A.DC.
- Styrax panamensis Standl.
- Styrax pauciflorus A.DC.
- Styrax pavonii A.DC.
- Styrax pedicellatus (Perkins) B.Walln.
- Styrax pentlandianus J.Rémy
- Styrax perkinsiae Rehder
- Styrax peruvianus Zahlbr.
- Styrax platanifolius Engelm. ex Torr.
- Styrax pohlii A.DC.
- Styrax portoricensis Krug & Urb.
- Styrax pulverulentus Michx.
- Styrax radians P.W.Fritsch
- Styrax roseus Dunn
- Styrax rotundatus (Perkins) P.W.Fritsch
- Styrax rugosus Kurz
- Styrax schultzei Perkins
- Styrax serrulatus Roxb.
- Styrax sieberi Perkins
- Styrax sipapoanus Maguire
- Styrax steyermarkii P.W.Fritsch
- Styrax subargenteus Sleumer
- Styrax suberifolius Hook. & Arn.
- Styrax supaii Chun & F.Chun
- Styrax tomentosus Bonpl.
- Styrax tonkinensis Craib ex Hartwich
- Styrax trichocalyx Perkins
- Styrax tuxtlensis P.W.Fritsch
- Styrax uxpanapensis P.W.Fritsch
- Styrax vilcabambae (D.R.Simpson) B.Walln.
- Styrax warscewiczii Perkins
- Styrax wilsonii Rehder
- Styrax wurdackiorum Steyerm.
- Styrax wuyuanensis S.M.Hwang
- Styrax yutajensis (Maguire) P.W.Fritsch
- Styrax zhejiangensis S.M.Hwang & L.L.Yu